# Gravity Recovery and Climate Experiment

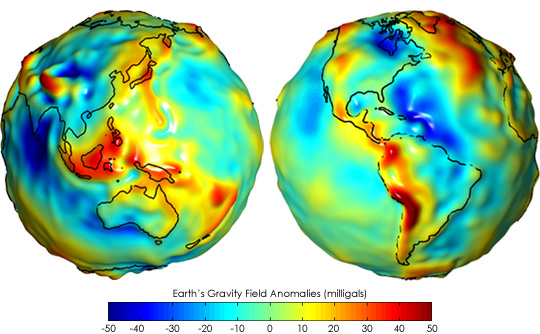
Mappa delle anomalie gravitazioni individuate da GRACE

Animazione delle anomalie gravitazioni individuate da GRACE

Il Gravity Recovery And Climate Experiment (GRACE) è stata una missione congiunta della NASA e dell'Agenzia Spaziale Tedesca, costituita da due satelliti gemelli (GRACE-1,2), con l'obiettivo di sviluppare un modello ad alta definizione tempo variante del campo gravitazionale terrestre.
GRACE è nata per misurare con precisione come il movimento delle masse d'acqua influenzi il campo gravitazionale del pianeta, al fine di migliorare la comprensione di come i cambiamenti climatici globali siano influenzati dalle correnti oceaniche e di come il loro trasporto di calore modifichi la pressione, la temperatura, la massa degli oceani e dei ghiacciai. Inoltre le variazioni degli oceani permettono di monitorare le derive tettoniche dei continenti.

## Dispiegamento
GRACE ha mappato le variazioni del campo gravitazionale terrestre durante la sua missione quinquennale (estesa ad otto anni nel 2005 e in seguito ulteriormente riprogrammata fino al 2015) con l'aiuto di un satellite identico posizionato a 220 km dal satellite primario e posto in orbita polare a 500 km dalla Terra. I due satelliti GRACE vennero lanciato dal cosmodromo di Pleseck, in Russia, con un lanciatore Rockot il 17 marzo 2002.

## Funzionamento
I due satelliti hanno mantenuto costantemente due canali a microonde tra di loro utilizzando anche il sistema GPS, un accelerometro e la posizione delle stelle per determinare la loro posizione. Tutte le informazioni sono state scaricate a una stazione a terra. I due satelliti inoltre erano dotati di un riflettore ottico per poter riflettere un raggio laser lanciato dalla stazione base al fine di misurarne la posizione.
Qualitativamente parlando il principio di funzionamento si basa sul fatto che quando il primo satellite incontra una regione di spazio con un campo gravitazionale più intenso o meno intenso rispetto al satellite gemello che lo segue esso sara soggetto ad una accelerazione o decelerazione, con conseguente variazione di distanza tra i due satelliti. La misura di questa variazione di distanza ci fornisce dati sull intensita' del campo gravitazionale in quella zona.

## Costruzione dei satelliti
I satelliti vennero sviluppati dalla Astrium in Germania. Il sistema a radiofrequenza che emette le microonde, il sistema di determinazione dell'altezza e gli algoritmi furono sviluppati dalla Space Systems/Loral. La camera che analizza la posizione delle stelle fu sviluppata dall'Università Tecnica della Danimarca. Gli strumenti includono un GPS di precisione e un digital signal processing sviluppato dal Jet Propulsion Laboratory di Pasadena. L'accelerometro ad alta precisione utilizzato per separare gli effetti del vento solare e dell'atmosfera dagli effetti del campo gravitazionale terrestre è stato sviluppato da ONERA. Il Jet Propulsion Laboratory era responsabile del controllo missione per la NASA.

## Scoperte
I dati ottenuti da GRACE sono stati i dati gravimetrici più precisi disponibili e sono stati utilizzati per rianalizzare i dati ottenuti dall'esperimento LAGEOS per analizzare l'effetto di trascinamento relativistico.
Nel 2006 il team diretto da Ralph von Frese e Laramie Potts dell'Università statale dell'Ohio utilizzò i dati di GRACE per scoprire che il cratere Wilkes da 480 km in Antartide probabilmente si formò 250 milioni di anni fa.

## Altri utilizzi
I dati del satellite sono stati utilizzati per determinare lo spostamento della crosta terrestre dovuti allo tsunami del 2004 nell'oceano indiano.

## Termine missione
Il 27 ottobre 2017 la NASA ha dichiarato il termine delle operazioni scientifiche a seguito del ritiro di una delle due navicelle gemelle a causa dell'incapacità della batteria di gestire gli strumenti scientifici ed i trasmettitori di telemetria, decidendo così di disabilitare la GRACE-2 e di conseguenza la missione scientifica.